# Wittdün
Wittdün (fryz. Witjdün, duń. Vitdyn) – gmina w Niemczech na wyspie Amrum, w kraju związkowym Szlezwik-Holsztyn, w powiecie Nordfriesland, wchodzi w skład urzędu Föhr-Amrum.